# Александер Фан дер Белен
Александер „Заша” Фан дер Белен (IPA ; Беч, 18. јануар 1944) аустријски је политичар и економиста који је 4. децембра 2016. године постао новоизабрани председник Аустрије. Председничку функцију обавља 26. јануара 2017. године, као 12. председник.
Фан дер Белен је професор емеритус економије на Универзитету у Бечу. Тренутно је члан Аустријске зелене партије. Од 1994. до 2012. године био је члан Националног савета Аустрије, а од 1997. до 2008. године председавајући парламентарног клуба и федерални портпарол своје партије. На Председничким изборима у Аустрији 2016. се кандидовао као номинално независни кандидат ког подржава Зелена партија; завршио је други од шест кандидата у првом кругу, а у другом кругу је са 50,3% гласова освојио изборе победивши противкандидата Норберта Хофера из Слободарске партије Аустрије који је добио 49,7% гласова. Када је 1. јула 2016. године требало да положи заклетву и постане председник, Уставни суд Аустрије је поништио резултате другог круга избора због тога што су гласови одсутних били нерегуларно и прерано бројани, па су избори морали да се одрже поново. На реизборима одржаним 4. децембра 2016. године је добио око 53% гласова и победио.
Фан дер Белен подржава зелену и социјалну либералистичку политику, а себе описује као либерала. Како је написао у својој књизи из 2015. године, он подржава Европску унију и заговара европски федерализам. Након преузимања дужности постаће други ’зелени’ председник једне државе из ЕУ (први је био Рајмондс Вејонис изабран за председника Летоније године 2015) и први председник изабран директно гласањем народа.
Маја 2004. године, Александер Фан дер Белен је добио златни Орден за заслуге Републике Аустрије са звездом, признање за огроман допринос Аустријској Републици.